# Бруно
Бру̀но (на италиански: Bruno; на пиемонтски: Brun, Брюн) е село и община в Северна Италия, провинция Асти, регион Пиемонт. Разположено е на 198 m надморска височина. Населението на общината е 360 души (към 2010 г.).